# Czarnylas (województwo pomorskie)
Czarnylas – wieś kociewska w Polsce położona w województwie pomorskim, w powiecie starogardzkim, w gminie Skórcz na Kociewiu. Na południe od miejscowości znajduje się jezioro Czarnoleskie.
W latach 1975–1998 miejscowość administracyjnie należała do województwa gdańskiego.
We wsi znajdują się:
- neobarokowy kościół pw. św. Andrzeja z 1922;
- neoklasycystyczny pałac z 1874, parterowy, otoczony rozległym parkiem[4].

## Historia wsi
Od 30 października do 9 listopada 1906 r. w miejscowej szkole elementarnej odbył się strajk dzieci przeciwko nauczaniu religii w języku niemieckim. Z uczestników strajku znane są nazwiska następujących dzieci: F. Kitta, L. Ceyer, M. Nierzwicka, M. Gajdus, J. Jasiński. Strajk był elementem znacznie większej akcji biernego oporu wobec pruskich władz szkolnych, która na przełomie 1906 i 1907 r. objęła ponad 460 (!) szkół w prowincji Prusy Zachodnie, czyli przedrozbiorowe Pomorze Gdańskie, Powiśle, ziemię chełmińską i ziemię lubawską oraz część Krajny. Inspiracją dla strajków pomorskich były wcześniejsze działania dzieci w prowincji wielkopolskiej, ze słynnym strajkiem we Wrześni (1901) na czele.